# Kristien Lesage
Kristien Lesage (Courtrai, 1970) es una política y activista ecologista belga.

## Biografía
Fue candidata y cabeza de lista de Los Verdes - Grupo Verde Europeo en las Elecciones al Parlamento Europeo de 2009 (España). Esta candidatura logró reunir 89.147 votos (0,57%) con una candidatura encabezada por Kristien Lesage (Verdes del Mediterráneo), Esteban Cabal y Jose Lluís Freijo, sin obtener representación. 
En la actualidad milita en Los Verdes Ecopacifistas y es portavoz de la asamblea local de Mislata, Valencia. Desde 2009, tiene un papel destacado en el Movimiento de Hondarribia, espacio de convergencia para la refundación de la Ecología política en España y participa igualmente en la Coordinadora Verde valenciana.